# مورتن رودیگر
مورتن رودیگر (انگلیسی: Morten Rüdiger؛ زادهٔ ۱۳ ژوئن ۱۹۹۵) بازیکن فوتبال اهل آلمان است.
از باشگاه‌هایی که در آن بازی کرده‌است می‌توان به باشگاه فوتبال قوت-وایس ارفورت اشاره کرد.